# Mix FM Teresina
Mix FM Teresina é uma emissora de rádio brasileira sediada em Teresina, capital do estado do Piauí, e outorga em Altos, cidade do mesmo estado. Opera no dial FM, na frequência 91.5 MHz, e é afiliada à Mix FM. A frequência é originada do dial AM, na frequência 950 kHz, onde operou a Rádio São José dos Altos.

## História
A frequência originou-se no dial AM, quando a 950 kHz inicia suas transmissões experimentais em 22 de agosto de 1987. A Rádio São José dos Altos é inaugurada oficialmente em 21 de setembro de 1987, dia do aniversário de sua fundadora, a jornalista Elvira Raulino. A data é marcada com uma grande festa, iniciando-se com missa em ação de graças na Igreja da Matriz e à noite um grande show no calçadão da Praça Cônego Honório, tendo como atrações musicais os Geniais de Amarante, Genival Lacerda, Márcia Ferreira, Raione Cavalcante, André Leone, José Orlando, Lena Rios, Sidney Magal, José Augusto e Eliane.
Desde sua inauguração, a Rádio São José dos Altos tinha caráter popular e fez história na região. No dia 15 de abril de 1988 é levado ao ar o primeiro Jornal da São José, com apresentação de Toni Rodrigues, reconhecido por seu tema de abertura ("Caminhoneiro", de Roberto Carlos), iniciando sempre ao meio-dia. Era também tradição da emissora a realização de uma grande festa em comemoração a seu aniversário, sempre na Praça Cônego Honório, trazendo artistas nacionais e regionais. A última vez que a festa foi realizada foi em 2013, onde posteriormente a emissora é desativada.
Em 2014, a emissora entra com pedido para migrar do AM para o FM. Em 2015, Elvira Raulino é condenada a dois anos de prisão por manter uma emissora FM irregular desde 2011, denominada Rádio São José dos Altos FM. A pena foi convertida por duas prestações pecuniária, cujo valor foi fixado em oitocentos reais cada, a ser destinado à entidade social. Em novembro de 2018, a emissora conclui sua migração do AM para FM e estreia a frequência 91.5 MHz transmitindo como Ômega FM, com programação adulto-contemporânea. No fim de dezembro, inicia expectativa para se tornar afiliada à Mix FM. A emissora passou por diversos ajustes técnicos durante esta fase e conformou sua estreia oficial para o dia 31 de maio de 2019.